# Гандерен
Гандерен (нід. Gaanderen) — село в нідерландській провінції Гелдерланд. Входить до муніципалітету Дутінхем. Перші згадки про населений пункт датуються початком 13-го століття.

## Галерея

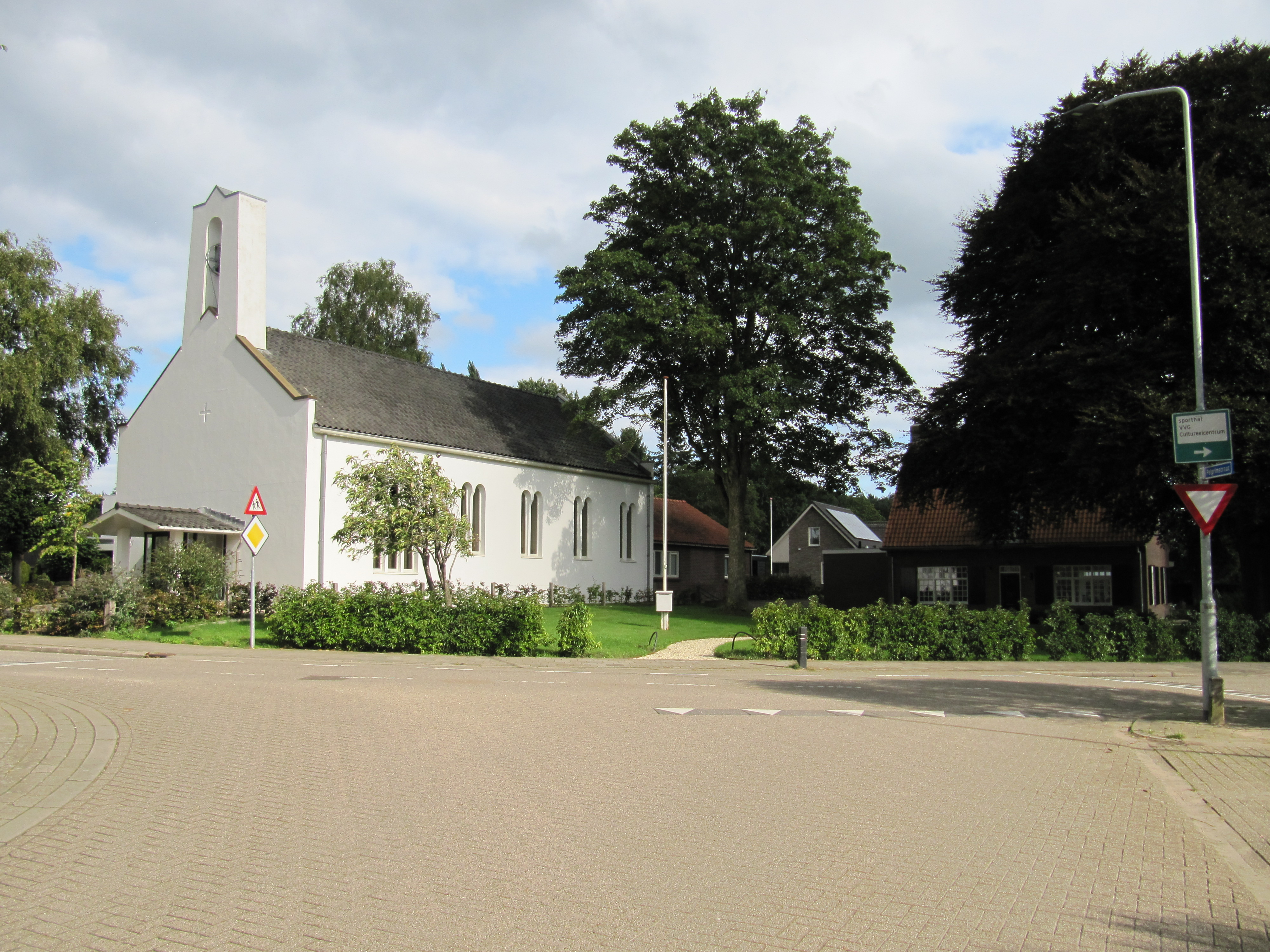
Церква
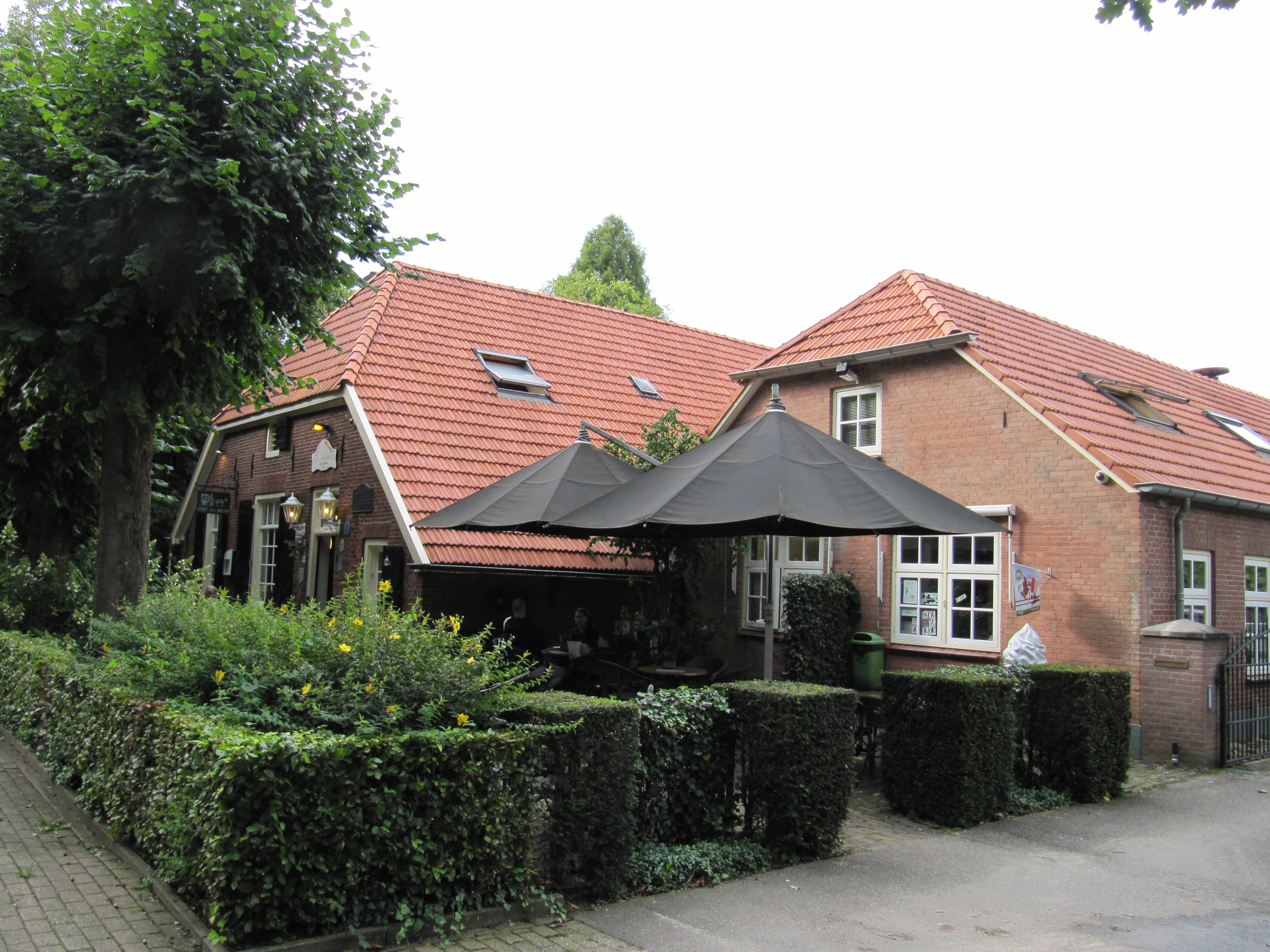
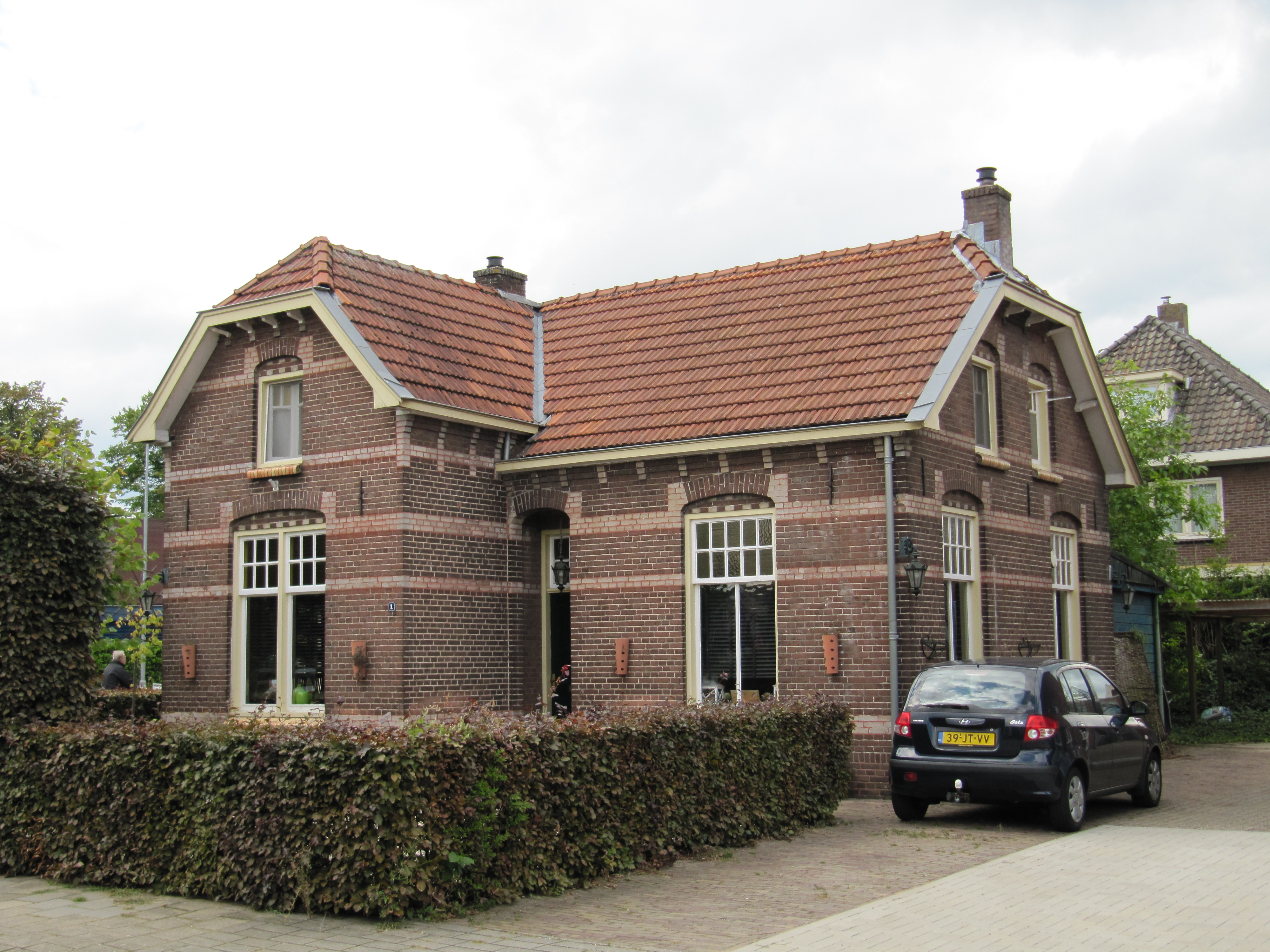
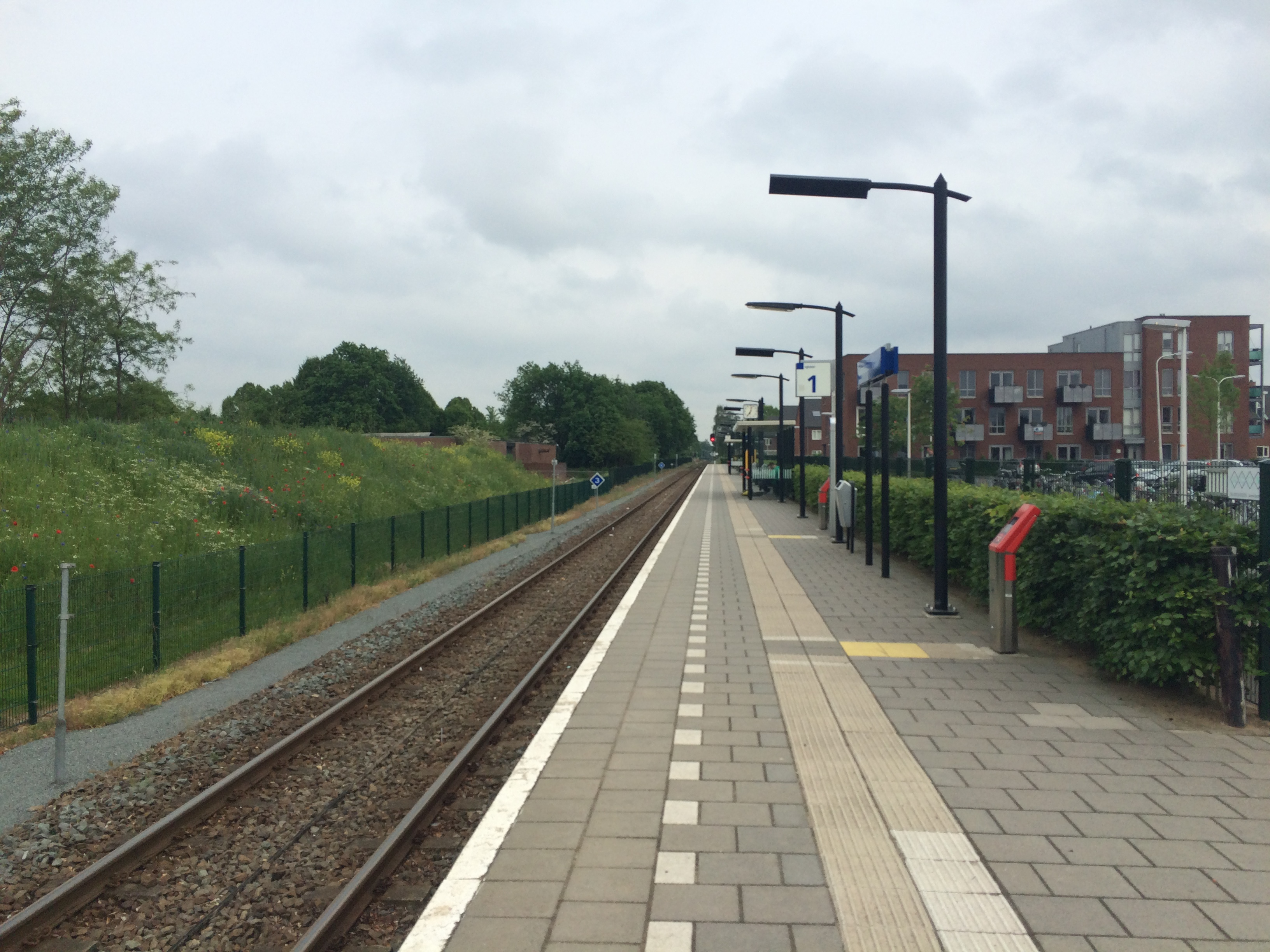
Залізнична станція